# Буйство смерти
«Буйство смерти» (англ. Death Warmed Up) — фильм ужасов режиссёра Дэвида Блита (Новая Зеландия), снятый по сценарию, написанному им самим в соавторстве с Майклом Хитом.

## Сюжет
Доктор-маньяк ставит бесчеловечные опыты над людьми, превращая их при помощи особых уколов в безжалостных убийц. Одна из его жертв — молодой парнишка — под влиянием укола убивает собственных родителей, после чего проводит семь долгих лет в психушке. Выйдя оттуда, он мечтает только об одном — уничтожить доктора.